# Моніка Гойніш
Моніка Гойніш (пол. Monika Hojnisz, 27 серпня 1991) — польська біатлоністка, призерка чемпіонату світу. 
На юніорському рівні Моніка виграла срібну й дві бронзові медалі молодіжних чемпіонатів світу. На дорослому рівні вона здобула бронзову медаль чемпіонату світу 2013, що проходив у Новому Месті-на-Мораві, у гонці з масовим стартом. 